# 臺北府經歷
台北府經歷職隸屬於台灣道之台灣府，為台灣清治時期的地方官員，該官職主要從事台北府府內典簿奏章的收發與校注，也分掌章奏文書，始設於1883年台北正式設府之後。

## 歷任
| # | 姓名   | 任職日期(西曆) | 任職日期(中曆) |
| - | ------ | -------------- | -------------- |
| 1 | 沈茂蔭 | 1883年         | 光緒九年       |
| 2 | 李繼昆 | 1886年         | 光緒十二、三年 |
| 3 | 沈茂蔭 | 1887年         | 光緒十三年     |
| 4 | 李烇   | 1891年         | 光緒十七年     |
| 5 | 王斌林 |                |                |

## 外部來源
- 劉寧顏編，《重修台灣省通志》，臺北市，台灣省文獻委員會，1994年。